# Saizerais
Saizerais ist eine französische Gemeinde im Département Meurthe-et-Moselle mit 1.457 Einwohnern (Stand 1. Januar 2022) in der Region Grand Est. Sie gehört zum Arrondissement Nancy und zum Gemeindeverband Bassin de Pompey.

## Geografie
Die Gemeinde Saizerais liegt etwa in der Mitte zwischen den Städten Nancy, Toul und Pont-à-Mousson. Die Landschaft um Saizerais ist wenig gegliedert. Sie ist Teil eines Plateaus, das im Süden und Osten zum Moseltal, im Norden zum Eschtal und im Südwesten zum Terrouintal abfällt. Weiträumiger gesehen gehört das Plateau zum parallel links der Mosel verlaufenden Höhenzug Côtes de Moselle. Rings um das Gemeindegebiet, das fast komplett zum Regionalen Naturpark Lothringen gehört, breiten sich Wälder aus (Forêt entre 2 Chemins, Forêt de l’Avantgarde, Forêt de Chenot-Hazotte, Forêt de Natrou). Die Forste waren früher Teil des viel größeren Waldgebietes Forêt de Haye, dessen Kern heute die Stadt Nancy halbkreisförmig umschließt.
Die Siedlung selbst besteht aus heute noch erkennbaren zwei Teilen, die bis ins 18. Jahrhundert eigenständig waren: das kleinere Saint-Georges im Norden und Saint-Amand im Süden. Zwischen beiden Teilen verläuft die schnurgerade gezogene Straße von Rosières-en-Haye nach Marbache an der Mosel. Entlang dieser Straße hat sich neben den beiden alten Dorfkernen eine dritte Siedlungsachse gebildet. Im Osten entstand in den 1970er Jahren eine Eigenheimsiedlung. Die Kirche wurde im 19. Jahrhundert bewusst zwischen Saint-Georges und Saint-Amand errichtet, um die Dörfer zu vereinen. Die Unterscheidung in le gros Saizerais und le petit Saizerais ist bei den Bewohnern noch heute präsent.
Zu Saizerais gehört auch ein Straßenzug (Avenue le Gloan) in Toulaire, einer ehemaligen Militärsiedlung, heute ein Ortsteil der Gemeinde Liverdun. Die Siedlung wurde 1957 von den Amerikanern für die Bediensteten der nahen Luftwaffenbasis Toul (Base aérienne 136 Toul-Rosières) gebaut. Nach Abzug der US-Armee wurden die Häuser 1970 an Privatpersonen verkauft. Die im Wald nahe beieinander stehenden Häuser ohne Vorgärten und mit großen Fenstern wirken heute exotisch.
Nachbargemeinden von Saizerais sind Dieulouard im Norden, Belleville im Nordosten, Marbache im Osten, Liverdun im Süden, Rosières-en-Haye im Westen sowie Villers-en-Haye im Nordwesten.

## Geschichte

### Allgemeines
An der Römerstraße von Lyon nach Trier gelegen, geht der Name Saizerais vermutlich auf die zahlreichen Villen mit Torbögen aus der Zeit Caesars (Caesaris arces) zurück.
Schriftliche Quellen für die beiden ursprünglich getrennten Orte Saint-Georges und Saint-Amand finden sich aus den Jahren 923 (Name der Kirche ecclesia sancti Amandi Sasiriaca) und 965 (Urkunde von Kaiser Otto über die Bestätigung der Gründung der Abtei in Bouxières-aux-Dames). Im Jahr 1188 taucht in einer Urkunde des Touler Bischofs Pierre de Brixey erstmals der Begriff beide Saizerais (utroque Sasireis) auf.
1305 verkaufte Simon de Valmeis seine Besitzungen in Saizerais dem Grafen von Bar Eduard I. Einer der Nachfolger Eduards, Herzog Robert I., wurde 1354 Herr über das Gebiet um die Festung Avant-Garde, zu dem auch Saizerais gehörte. Die Burg Avant-Garde, hoch über dem Moselufer bei Pompey gelegen, existierte bis 1636, als König Ludwig XIII. sie schleifen ließ.
Im 17. Jahrhundert gehörten Ländereien um einen bis etwa 1850 existierender Weiler südlich von Saizerais Louis de Guise, dem Baron von Ancerville und zukünftigen Prinzen von Pfalzburg. In Archiven fand man Hinweise auf den Weinanbau Mitte des 17. Jahrhunderts, der sich heute allerdings auf die Hänge im Moseltal konzentriert.
Saizerais blieb von Katastrophen nicht verschont. Nach Missernten 1628 und 1629 folgten zwei Jahre, in denen die Pest wütete. Zwischen 1632 und 1635 zogen französische und schwedische Truppen plündernd und brandschatzend durch das Land, was eine weitgehende Entvölkerung zur Folge hatte. So waren Teile der Ortschaft für zehn Jahre unbewohnt und verfielen. Nach dem Westfälischen Frieden erholte sich das Gebiet um Saizerais nur langsam.
Nach dem Frieden von Rijswijk 1697 begann eine Periode des relativen Wohlstandes. Zu Beginn des 18. Jahrhunderts wurde die Doppelgemeinde Saizerais gebildet. Sie bestand aus 28 Haushalten in Saint-Amand und 22 Haushalten in Saint-Georges. Die Bürgermeister kamen abwechselnd aus einem der beiden Teilorte.
Kirchlich blieb Saizerais weiter zweigeteilt. Während der Zehnte aus Saint-Amand an das Kapitel Liverdun entrichtet wurde, ging der Zehnte aus Saint-Georges an die Kanoniker von Bouxières.

### Geschichte der Militärbasis
Unmittelbar westlich von Saizerais (Gemeindegebiet von Rosières-en-Haye) liegt die Luftwaffenbasis Toul-Rosières. Die Geschichte der militärischen Luftfahrt begann dort bereits während des Ersten Weltkrieges mit der Anlage eines kleinen Flugplatzes namens Les brûlés. Hier war ein Geschwader von zweisitzigen Aufklärungsmaschinen stationiert. Kurz vor Beginn des Zweiten Weltkrieges bauten die Briten eine neue 900 Meter lange Startbahn und einige Baracken. Die Bautätigkeit wurde durch den Kriegsausbruch unterbrochen.

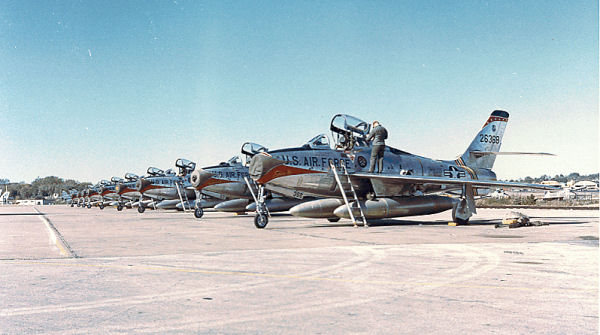
Startbereite Maschinen auf der Luftwaffenbasis Toul-Rosières 1961

Ende 1944 errichteten die Amerikaner eine neue, leistungsfähigere Startbahn und nutzten die Basis bis zum Waffenstillstand 1945. Stationiert waren insbesondere amerikanische Thunderbolt- und britische Dakota-Maschinen.
Für einige Jahre wurde das Areal wieder landwirtschaftlich genutzt, bis im Jahr 1952 die Amerikaner begannen, die Basis neu aufzubauen. Es handelte sich um die größte NATO-Luftwaffenbasis auf dem Gebiet Frankreichs. Bis 1957 entstanden zwei amerikanische Siedlungen (Toulaire und Régina village) für zusammen 3500 Militärangehörige und bedienstete Zivilpersonen mit der dafür notwendigen Infrastruktur (Schulen, Kino, Supermarkt, Krankenhaus, Feuerwehr, Wäscherei, Bahnhof, Tankstelle, Gericht, Gefängnis und Kapelle).
Nach dem Rückzug Frankreichs aus den militärischen Organen der NATO und dessen Forderung nach Abzug alliierter Truppen vom Territorium Frankreichs gaben die Amerikaner die Basis am 21. März 1967 auf.
Die Französischen Luftstreitkräfte übernahmen das Gelände am 15. September 1967 und bauten die Base aérienne 136 Toul-Rosières auf. Von 1971 bis 1977 diente hier unter anderem der spätere Spationaut Patrick Baudry als Kampfpilot. Nach der Aufgabe der Base aérienne 136 Bremgarten in Südbaden Ende 1992 wurde die dort stationierte Einheit nach Toul-Rosières verlegt. Im Jahr 2004 wurde die Basis stillgelegt, die über mehr als 30 Jahre vielen Bewohnern in Saizerais ein festes Einkommen garantierte.
Auf dem ehemaligen Flugplatzgelände fanden 2007 und 2008 Festivals statt. Des Weiteren wurde das Areal für die Aus- und Weiterbildung von Armee-Kommandos und Sicherheitsunternehmen sowie für Katastrophenschutz-Übungen genutzt.

### Bevölkerungsentwicklung
| Jahr      | 1962 | 1968 | 1975 | 1982 | 1990 | 1999 | 2006 | 2012 | 2022 |
| Einwohner | 675  | 780  | 846  | 1130 | 1228 | 1242 | 1428 | 1553 | 1457 |

Im Jahr 1793 wurde mit 392 Bewohnern die bisher geringste Einwohnerzahl ermittelt. Die Zahlen basieren auf den Daten von cassini.ehess und INSEE.

## Sehenswürdigkeiten

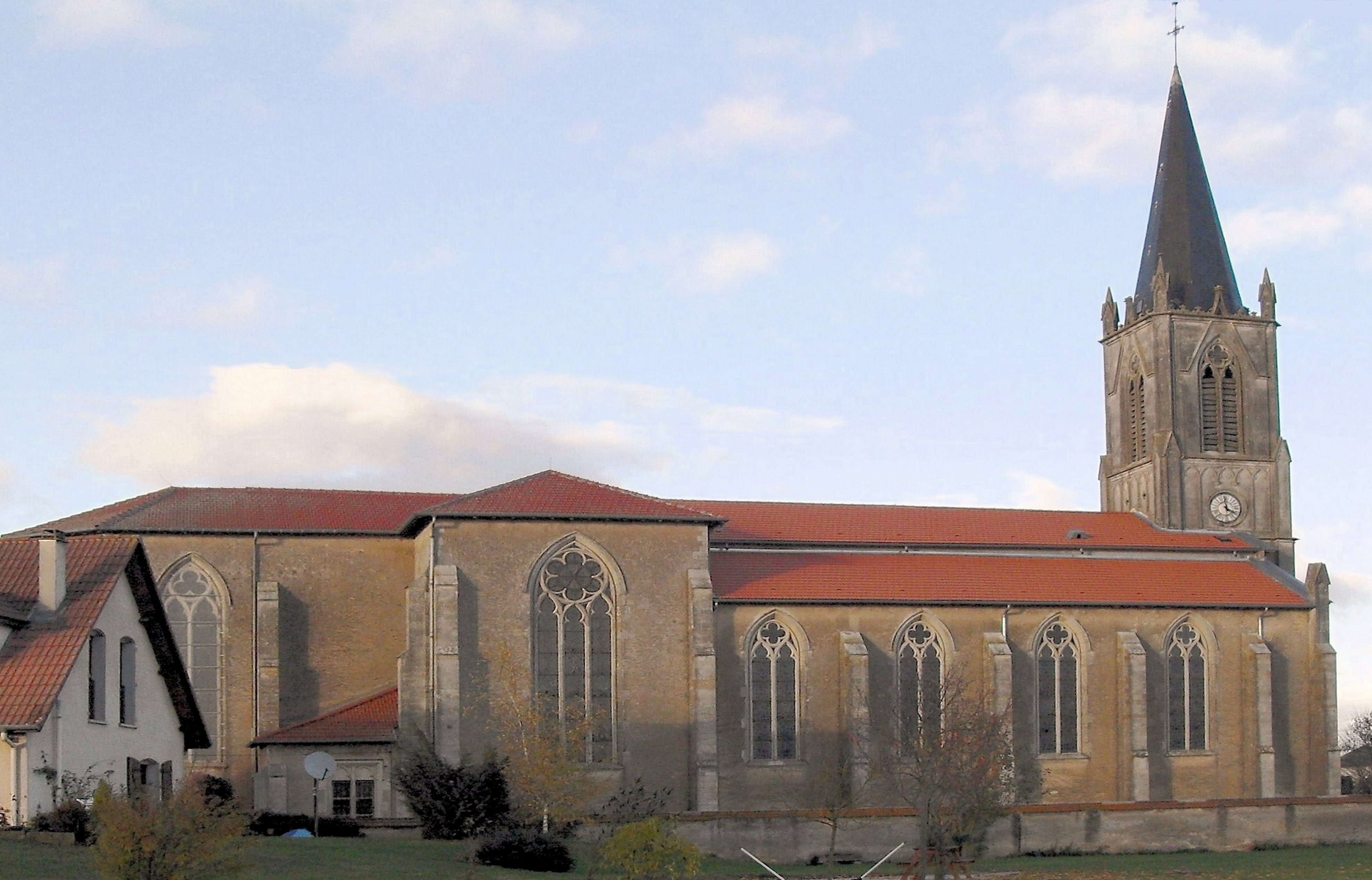
Kirche St. Georg in Saizerais

Die Kirche St. Georg entstand Mitte des 19. Jahrhunderts (Weihe 1866). Sie ersetzte die beiden inzwischen zu kleinen und teilweise baufälligen Kirchen der Ortsteile Saint-Georges und Saint-Amand.

## Wirtschaft und Infrastruktur
Nach der Aufgabe des nahegelegenen Militärstützpunktes ist Saizerais heute vor allem Wohnort vieler Pendler in die Gewerbegebiete im Moseltal sowie nach Nancy. Daneben bestehen im Ort kleinere Handwerks- und Dienstleistungsbetriebe. Darüber hinaus sind in der Gemeinde acht Landwirtschaftsbetriebe ansässig (Getreideanbau, Geflügelzucht).
Die Gemeinde hat eine Poststelle, eine Kindertagesstätte und ist Grundschulstandort.

### Photovoltaikanlage
Die EDF-Tochter EDF-NE (Énergies Nouvelles) pachtete das gesamte ehemalige Militärgelände für 22 Jahre vom französischen Verteidigungsministerium für etwa eine Million € pro Jahr. Hier soll auf 400 Hektar die weltweit größte Photovoltaikanlage entstehen. Der Baubeginn ist für den Herbst 2011 vorgesehen. Die Anlage wird bei einer Leistung in der Spitze von 143 MW eine 62.000-Einwohner-Stadt mit elektrischem Strom versorgen können.
Während der Bauphase werden etwa 150 Arbeitsplätze entstehen, was Saizerais und anderen umliegenden Gemeinden zugutekommt. Außerdem werden Asbestsanierungen an Gebäuden vorgenommen und Teile des Geländes aufgeforstet. Schließlich wird als zukünftiger touristischer Aspekt ein Museum eingerichtet, das auch ehemals stationierte Militärflugzeuge zeigen soll.

### Verkehrsanbindung
Saizerais liegt an der Straße von Rosières-en-Haye nach Marbache an der Mosel, weitere Straßen führen in die Nachbargemeinden Liverdun und Villers-en-Haye. Durch den Nordwesten des Gemeindegebietes führt die Route nationale 411 (E 23) von Toul nach Dieulouard. Wenige Kilometer östlich von Saizerais bestehen Anschlüsse an die Autobahn 31 (Luxemburg-Metz-Nancy-Langres). Der Bahnhof im nahen Marbache liegt an der Bahnlinie Frouard-Novéant (als Teil der Verbindung Nancy-Metz).

## Belege
1. ↑  Geschichte von Saizerais in Beiträgen von Samuel Germain, M. Boulangé und Pascal Beau auf saizerais.free.fr/histoire. Ehemals im Original (nicht mehr online verfügbar); abgerufen am 30. Januar 2011 (französisch). (Seite nicht mehr abrufbar. Suche in Webarchiven)  Info: Der Link wurde automatisch als defekt markiert. Bitte prüfe den Link gemäß Anleitung und entferne dann diesen Hinweis.
2. ↑  60 Jahre Luftfahrt, Beitrag von Pascal Beau auf saizerais.free.fr. Ehemals im Original (nicht mehr online verfügbar); abgerufen am 30. Januar 2011 (französisch). (Seite nicht mehr abrufbar. Suche in Webarchiven)  Info: Der Link wurde automatisch als defekt markiert. Bitte prüfe den Link gemäß Anleitung und entferne dann diesen Hinweis.
3. ↑  Saizerais auf cassini.ehess
4. ↑  Saizerais auf INSEE
5. ↑  Landwirtschaftsbetriebe auf annuaire-mairie.fr
6. ↑  EDF-Investition in Photovoltaikanlage Toul-rosières. Abgerufen am 30. Januar 2011 (französisch).